# Bosznia-Hercegovina a 2016. évi nyári olimpiai játékokon
Bosznia-Hercegovina a brazíliai Rio de Janeiróban megrendezett 2016. évi nyári olimpiai játékok egyik részt vevő nemzete volt. Az országot az olimpián 5 sportágban 11 sportoló képviselte, akik érmet nem szereztek.

## Atlétika
A bosnyák atléták a következő számokban szereztek kvótát atlétikában:
Férfi
| Versenyző | Versenyszám | Előfutam | Előfutam | Előfutam | Elődöntő | Elődöntő | Elődöntő | Döntő   | Döntő    |
| Versenyző | Versenyszám | Idő      | Hely.    | Össz.    | Idő      | Hely.    | Össz.    | Idő     | Helyezés |
| --------- | ----------- | -------- | -------- | -------- | -------- | -------- | -------- | ------- | -------- |
| Amel Tuka | 800 m       | 1:45,72  | 2.       | 4.       | 1:45,24  | 4.       | 12.      | kiesett | kiesett  |

| Versenyző   | Versenyszám | Selejtező | Selejtező | Döntő    | Döntő    |
| Versenyző   | Versenyszám | Eredmény  | Helyezés  | Eredmény | Helyezés |
| ----------- | ----------- | --------- | --------- | -------- | -------- |
| Hamza Alić  | Súlylökés   | 19,48 m   | 26.       | kiesett  | kiesett  |
| Kemal Mesić | Súlylökés   | 18,84 m   | 30.       | kiesett  | kiesett  |
| Mesud Pezer | Súlylökés   | 19,55 m   | 24.       | kiesett  | kiesett  |

Női
| Versenyző    | Versenyszám | Döntő   | Döntő    |
| Versenyző    | Versenyszám | Idő     | Helyezés |
| ------------ | ----------- | ------- | -------- |
| Lucia Kimani | Maraton     | 2:58:22 | 116.     |

## Cselgáncs
Egyetlen bosnyák cselgáncsozó, a nehézsúlyú Larisa Cerić indulhatott Rióban, aki világranglistás helyezése alapján (legjobb tizennégy közötti pozíció) szerzett jogot a részvételre.
Női
| Versenyző    | Versenyszám | Selejtező         | Nyolcaddöntő                              | Negyeddöntő       | Elődöntő          | Vigaszág elődöntő | Bronz- mérkőzés   | Döntő             | Helyezés |
| Versenyző    | Versenyszám | Ellenfél Eredmény | Ellenfél Eredmény                         | Ellenfél Eredmény | Ellenfél Eredmény | Ellenfél Eredmény | Ellenfél Eredmény | Ellenfél Eredmény | Helyezés |
| ------------ | ----------- | ----------------- | ----------------------------------------- | ----------------- | ----------------- | ----------------- | ----------------- | ----------------- | -------- |
| Larisa Cerić | Nehézsúly   | erőnyerő          | Nihel Cheikh Rouhou (TUN) · 000(3)–000(2) | kiesett           | kiesett           |                   |                   |                   | 9.       |

## Sportlövészet
A bosnyákokat egyetlen induló képviselte, női légpuskában.
Női
| Versenyző         | Versenyszám | Selejtező | Selejtező | Döntő   | Döntő    |
| Versenyző         | Versenyszám | Pont      | Helyezés  | Pont    | Helyezés |
| ----------------- | ----------- | --------- | --------- | ------- | -------- |
| Tatjana Đekanović | Légpuska    | 410,8     | 35.       | kiesett | kiesett  |

## Tenisz
Bosznia-Hercegovina eredetileg egy meghívót kapott a férfi tornára, amit a világranglista 87. helyezettje, Damir Džumhur kapott, ezzel pedig 2004 után először képviseltette magát teniszben.
Később több, Džumhur előtt álló teniszező visszalépett az indulástól, így ő alanyi jogú résztvevő lett. A meghívót így a 130. helyezett Mirza Bašić kapta meg.
Férfi
| Versenyző     | Versenyszám | 64-es főtábla                | 32-es főtábla     | Nyolcaddöntő      | Negyeddöntő       | Elődöntő          | Bronz- mérkőzés   | Döntő             | Helyezés |
| Versenyző     | Versenyszám | Ellenfél Eredmény            | Ellenfél Eredmény | Ellenfél Eredmény | Ellenfél Eredmény | Ellenfél Eredmény | Ellenfél Eredmény | Ellenfél Eredmény | Helyezés |
| ------------- | ----------- | ---------------------------- | ----------------- | ----------------- | ----------------- | ----------------- | ----------------- | ----------------- | -------- |
| Mirza Bašić   | Egyes       | Juan Mónaco (ARG) · 2-6, 2-6 | kiesett           | kiesett           | kiesett           | kiesett           | kiesett           | kiesett           | 33.      |
| Damir Džumhur | Egyes       | Dúdí Szela (ISR) · 4-6, 4-6  | kiesett           | kiesett           | kiesett           | kiesett           | kiesett           | kiesett           | 33.      |

## Úszás
Bosznia-Hercegovina egy férfi és egy női úszóval képviseltethette magát a játékokon.
Férfi
| Versenyző        | Versenyszám  | Előfutam | Előfutam | Előfutam | Döntő   | Döntő    |
| Versenyző        | Versenyszám  | Idő      | Hely.    | Össz.    | Idő     | Helyezés |
| ---------------- | ------------ | -------- | -------- | -------- | ------- | -------- |
| Mihajlo Čeprkalo | 1500 m gyors | 15:31,62 | 2.       | 37.      | kiesett | kiesett  |

Női
| Versenyző    | Versenyszám    | Előfutam | Előfutam | Előfutam | Elődöntő | Elődöntő | Elődöntő | Döntő   | Döntő    |
| Versenyző    | Versenyszám    | Idő      | Hely.    | Össz.    | Idő      | Hely.    | Össz.    | Idő     | Helyezés |
| ------------ | -------------- | -------- | -------- | -------- | -------- | -------- | -------- | ------- | -------- |
| Amina Kajtaz | 100 m pillangó | 1:01,67  | 4.       | 35.      | kiesett  | kiesett  | kiesett  | kiesett | kiesett  |